# Höga Kusten Flyg
Höga Kusten Flyg là một hãng hàng không có trụ sở ở Örnsköldsvik, Thuỵ Điển. Hãng cung cấp dịch vụ bay thường xuyên ở Thuỵ Điển. 
Hãng này được lập năm 2007 và cung cấp dịch vụ bay giữa Stockholm à Örnsköldsvik ở Thuỵ Điển.

## Tuyến điểm
Tại thời điểm tháng 1/2008, hãng Höga Kusten Flyg có các tuyến bay sau:
- Thuỵ Điển
  - Stockholm (Sân bay Stockholm-Arlanda)
  - Örnsköldsvik (Sân bay Örnsköldsvik)

## Đội tàu bay
Tại thời điểm tháng 1/2008, hãng Höga Kusten Flyg có các máy bay sau: